# Luke Saville
Luke Saville (født 1. februar 1994 i Berri, South Australia, Australien) er en professionel tennisspiller fra Australien.